# EmDrive

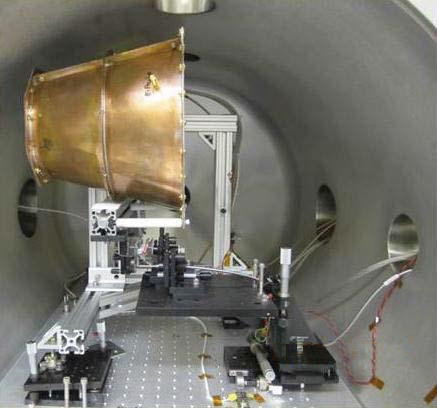
Prototipo EmDrive construido por el laboratorio Eagleworks.

EmDrive (también propulsor de cavidad resonante RF) es una propuesta de sistema de propulsión, que todavía no funciona, y que genera mucha polémica al respecto. 
Fue inventado por el ingeniero británico Roger Shawyer, fundador de la compañía Satellite Propulsion Research Ltd (SPR) en el año 2000 para desarrollar su proyecto. El motor usa un magnetrón para producir microondas que son dirigidas a un recipiente metálico, cónico, completamente cerrado y capaz de aislar la radiación funcionando como una cavidad resonante. Este recipiente tendría forma de cono truncado por dos caras, una cara mayor por donde se produciría el empuje y una cara menor donde se encontraría un resonador dieléctrico. El aparato requeriría una fuente de energía eléctrica para producir las microondas que se reflejan en el interior pero no tiene ninguna parte móvil ni requiere ningún propelente. Si se comprueba que esta tecnología funciona, podría usarse para propulsar vehículos en cualquier forma de viaje, incluyendo transporte terrestre, marítimo, submarino, aéreo y espacial.
No obstante, casi la totalidad de los físicos niega que se trate de un sistema de propulsión.

## Teorías
El funcionamiento del motor y las teorías que intentan explicar el sentido físico de su funcionamiento son tema de controversia. En 2016 aún se discute si el aparato es realmente un nuevo aparato de propulsión, o si los resultados experimentales son simplemente malinterpretaciones de efectos espurios mezclados con errores experimentales. Las teorías propuestas de su operación han sido criticadas por violar el principio de conservación del momento, una ley fundamental de la física, aunque Shawyer asegura que esto no es así.
En junio de 2016 un investigador de la Universidad de Plymouth sugirió que el funcionamiento del propulsor podría deberse al efecto Unruh. Si bien el efecto Unruh ha conseguido predecir varios fenómenos físicos, no es una teoría aceptada por la mayoría de la comunidad científica. Varias pruebas independientes han demostrado que el motor generó un impulso que no se puede explicar. En 2015 un ingeniero de la NASA reportó que la NASA repitió el experimento en alto vacío con resultados satisfactorios. En mayo de 2015 la NASA se apresuró a desmentir que estuvieran trabajando en un proyecto para generar un motor como el EM Drive que desafíe las leyes de la física, tachando el dispositivo como algo «imposible».
En agosto de 2017 un equipo del laboratorio Eagleworks de la NASA ya está listo para revelar sus hallazgos. «Es de mi conocimiento que un nuevo artículo de Eaglework ha sido hoy aceptado para su publicación en una revista de revisión por pares», afirma un usuario en el foro vuelo espacial de la Nasa. A principios de este año, un empleado confirmó el equipo estaba trabajando en el documento que detallará los resultados. Un artículo publicado en el AIP Avances sugiere que el EmDrive produce un escape como cualquier otro cohete. Explica que los modos magnéticos transversales simulados del TM20 en los anchos y estrechos confines de la cavidad del motor EmDrive difieren entre sí. Esto implica la interferencia de microondas, y el flujo de salida anisotrópica de fotones pareados. La pérdida de impulso se traduce en una reacción igual y opuesta de empuje.
«El EmDrive funciona igual que cualquier otro motor», dice el Dr. Arto Annila, profesor de física en la Universidad de Helsinki y autor principal del artículo. «Su “propelente” son los fotones de entrada en longitudes de microondas». Los investigadores sugieren que los fotones que salen de la máquina interfieren entre sí, de modo que el efecto general parece como si nada estuviera allí.
«En la cavidad de entrada los fotones rebotan hacia atrás y adelante, e invariablemente algunos de ellos van a interferir destructivamente por completo. La tecnología se ha denominado “motor warp”, por su similitud con la planta de energía de la serie de ficción Star Trek». La idea es la misma que las ondas de agua viajando juntas, en el momento exacto en que una cresta alta coincide con un el punto más bajo; las olas se anulan entre sí.
«Los fotones emparejados sin campo electromagnético neto escaparán de la cavidad», dijo el Dr. Annila. «Este flujo de salida de fotones emparejados es el escape de EmDrive. Cuando la cavidad es asimétrica, como el cono cónico, el flujo de salida de fotones emparejados también es asimétrico. Por lo tanto, la pérdida de impulso realizado por los fotones emparejados es desigual. En otras palabras, el empuje no es cero».
Al Dr. Annila se le ocurrió la idea junto con el Dr. Erkki Kolehmainen, un profesor de química orgánica en la Universidad de Jyväskylä, y Patrick Grahn, un multiphysicist de la firma de software de ingeniería Comsol.
«El empuje sin escape es imposible, por supuesto», escribieron los autores. Sin embargo, ciertas cavidades resonantes, cuando se alimentan con microondas, tienen fuerza de empuje sin aparente empuje de escape. Su teoría sugiere que el escape producido por el EmDrive está ahí, pero simplemente no se puede ver.
La ley establece que el impulso de un sistema es constante si no hay fuerzas externas que actúen sobre el sistema, por lo que se requiere un propulsor en cohetes tradicionales.
Pero a Mike McCulloch, de la Universidad de Plymouth, se le ocurrió una posible explicación sobre la base de una nueva teoría de la inercia. Sugiere que la inercia emerge de un efecto predicho por la teoría de la relatividad general de Einstein llamado «radiación Unruh». El efecto de la radiación Unruh establece que, si usted está acelerando en el vacío, el espacio vacío contendrá un gas de partículas a una temperatura proporcional a la aceleración.
Cuando las aceleraciones implicadas son más pequeñas, como es el caso del motor EmDrive, la longitud de onda de la radiación Unruh se hace más grande. En aceleraciones extremadamente pequeñas, las longitudes de onda llegan a ser demasiado grandes para caber en el universo observable.
Como resultado, la inercia se produce solamente en unidades de longitud de onda todo el tiempo, haciendo que se vuelva «cuantificada». «Esto significa que puede existir solo en algún múltiplo de una unidad de medida, causando saltos bruscos en la aceleración».
Pero, a causa del cono truncado del EmDrive, la radiación Unruh es minúscula. El cono permite a la radiación Unruh de un cierto tamaño en el extremo grande, pero solo una longitud de onda más pequeña en el otro extremo, de acuerdo con un informe en profundidad por el MIT.
Esto significa que la inercia de fotones dentro de la cavidad cambia a medida que rebotan hacia atrás y adelante. Para conservar el momento, se ven obligados a generar empuje. El concepto del motor de EmDrive es relativamente simple. Se proporciona empuje a una nave espacial por el rebote de las microondas alrededor en un recipiente cerrado.

## En China
En  2008, Juan Yang (杨涓), profesor de teoría de propulsión e ingeniería aeronáutica y astronautica en el NWPU, en China, comenzó una serie de experimentos indicando que funciona. Las pruebas las hizo utilizando una fuente de microondas de 2,5 kW, y en 2010 midió un empuje de 720 mN. Es necesario hacer notar que el empuje que proporciona el motor es sumamente pequeño, tanto que su detección está al límite de los instrumentos de medición. Una objeción importante a los experimentos era que el empuje medido pudo haberse visto afectado por el aire circundante al cono, que se calienta y es lo que proporciona el empuje.